# Kalanchoe stenosiphon
Kalanchoe stenosiphon är en fetbladsväxtart som beskrevs av James Britten. Kalanchoe stenosiphon ingår i släktet Kalanchoe och familjen fetbladsväxter. Inga underarter finns listade i Catalogue of Life.